# Hilda Strike
Hilda Strike, posteriorment Hilda Sisson o Hilda Strike-Sisson, (Montreal, Quebec 1910 - Ottawa, Canadà, 1989) fou una atleta quebequesa, guanyadora de dues medalles olímpiques.

## Biografia
Va néixer l'1 de setembre de 1910 a la ciutat de Montreal, població situada a l'estat de Quebec, que en aquells moments encara formava part de l'Imperi Britànic.
Va morir el 9 de març de 1989 a la ciutat d'Ottawa, població situada a l'estat d'Ontario i capital del Canadà.

## Carrera esportiva
Participà, als 21 anys, en els Jocs Olímpics d'Estiu de 1932 realitzats a Los Angeles (Estats Units), on va aconseguir guanyar la medalla de plata en la prova dels 100 metres llisos i dels relleus 4x100 metres. En aquesta última prova l'equip canadenc feu el mateix temps que l'equip vencedor nord-americà, 47 segons, el que esdevenia un nou rècord del món de la disciplina, si bé fou guardonat amb la medalla de plata.
Al llarg de la seva carrera guanyà dues medalles de plata en els Jocs de l'Imperi Britànic.